# 苦楽園
苦楽園（くらくえん）は、兵庫県西宮市にある地名。芦屋の六麓荘に隣接する関西屈指の高級住宅街。西宮七園と呼ばれる高級住宅街の中で最も山手に位置し、富裕層の豪邸が立ち並ぶ邸宅街である。 特に、苦楽園四番町、苦楽園五番町、苦楽園六番町にかかる山手一帯は数百、数千坪の豪邸が軒を連ね、企業家･資産家が多く住む界隈となっている。
苦楽園五番町の一部エリアでは良好な住環境を維持保全することを目的に、西宮市による地区計画によって敷地面積の最低限度が500平方メートルと定められているエリアがあり、建築物の建て方に詳細なルールが定められている他、西宮市景観重点地区にも指定されており、建物の外観や色彩が厳しく制限されている。

## 概要
西宮市の北中部から西部に至る山手側の地域を示し、苦楽園一番町から苦楽園六番町と分かれる。かつて苦楽園四番町には、歌人・下村海南、苦楽園五番町には俳人・山口誓子が居住していたことから、現在でもその地に石碑が残されている。
苦楽園四番町・苦楽園六番町の西隣は、市境を挟んで芦屋市六麓荘町がある。

## 地理
- 芦屋市六麓荘町と同様、神戸・大阪の市街と海を俯瞰する六甲山地の南東麓斜面の海抜250m前後の部分に位置している。
- 阪神間から大阪中心部にかけての地域、遠くには大阪湾を隔てた大阪全域や神戸全域の絶景を見ることが出来る。
- 1924年（大正13年）に開業した阪急甲陽線には、翌1925年苦楽園口駅が設けられたが、苦楽園と称される地域よりも1kmほど南東の坂下にある夙川公園の北端に設置された。当該に至るまでに苦楽園口駅から徒歩25分程度かけて、急坂を登らなければならない。
- 西宮市内にありながら、西宮市街地よりも芦屋市街地の方が距離的に近い。このため、阪急バスも芦屋市内線として運行している。
- 物理学者・湯川秀樹が1933年（昭和8年）から1945年まで在住していた。苦楽園口駅から自宅までの帰途、のち1949年にノーベル物理学賞を受賞する「中間子理論」に到達する思索を行っていたことが自伝『旅人』で述べられている。
- 阪急バス苦楽園バス停の近くに「恵ヶ池」という池があるが、もとは苦楽園ホテルの庭園の一部であった。

## 歴史
元々、山林のみの地域であったが、1911年（明治44年）より、別荘地として先に開発が行われることになった。名前は開発に携わった大阪市の実業家・中村伊三郎所有の、苦楽瓢という瓢箪に因んでいる。明治時代に最後の太政大臣となった公卿・三条実美が、江戸時代末期、都落ちする際、この瓢箪で他の公卿と別れの杯を交わし、後日、再会を果たしたことから「苦のあとに楽がある」として名付けられたという。ちなみに、この苦楽瓢は本家の次女孝子が戦後まで保管していた記録があるが、その後、火事で消失したと言われている。
中村は、明治天皇のシャツも納入の「中村莫大小（メリヤス）」を大阪市で経営。「大陸浪人」革命家と知られる宮崎滔天とも交流があり、宮崎の支援する「中国革命の父」孫文が、日本に亡命中の1913年（大正2年）3月11日、中村メリヤス工場を訪れるなど、多方面で活躍した事業家だった。苦楽園では、道路拡張や上水道、電灯・電話などインフラ整備も進めている。
ほぼ同時期、この一帯からラジウムを含む明礬温泉が発見され、保養地としても脚光を浴びることになる。1914年に山開きが行われ、1919年には阪神間における住宅開発などを手がけてきた「西宮土地」の保有となり、宿泊施設がいくつも立ち並ぶ観光地になったといわれている。温泉を訪れた元総理大臣大隈重信は「東瀛（とうえい）（東海）第一泉」と命名。歌人として知られる元国務大臣下村海南も別荘を構えた。
阪急バスのルーツである摂津遊覧自動車は、最初の路線として1927年に阪神電気鉄道香櫨園駅と苦楽園を結ぶバス路線を開設した。苦楽園は阪急バス発祥の地ともいえる。
当時の阪神急行電鉄も「ラジウム温泉苦楽園」の宣伝を積極的に行った。1932年頃の夙川駅の写真には「六甲ラヂューム温泉苦樂園」と書かれた立て看板が確認できる。
しかし、1938年の阪神大水害で湯が枯渇し、それによって観光地としての苦楽園の歴史は幕を閉じ、以後は住宅地として開発が行われた。

## 苦楽園に縁のある文化人
- 牧野文子[5] - 作家、イタリア文学翻訳家。苦楽園を開発した中村伊三郎の長女[5]。
- 湯川秀樹 - 物理学者。
- 谷崎潤一郎 - 作家。関東大震災から逃れて関西で初めて身を寄せたのは苦楽園で、萬象館に滞在し、毎日共同浴場でラジウム温泉に浸かっていたと言われている。
- 下村宏 - 明治・大正・昭和の官僚、新聞経営者、政治家、歌人。号は海南。
- 犬養毅 - 政治家。
- 大隈重信 - 政治家、教育者。
- 山口誓子 - 俳人（新興俳句運動の指導者）
- 与謝野晶子 - 歌人。最愛の夫・鉄幹を失った翌1936年に苦楽園を訪ね、その眺望に「武庫の山君なき世にも遠かたの打出の浜の見ゆる路かな」という歌を詠んでいる。
- クロード・チアリ - タレント、ギタリスト、音楽家。
- 黒岩重吾 - 小説家。
- 谷佳知 - 元プロ野球選手、野球解説者。オリックス・バファローズ球団在籍時に、谷亮子夫人とともに在住。
- 田尾安志 - 元プロ野球選手、東北楽天ゴールデンイーグルス元監督、野球解説者。
- 山田久志 - 元プロ野球選手、2009年第2回WBC日本代表投手コーチ、野球解説者。
- 藤原紀香 - 女優。

## 施設
- 西宮市立苦楽園小学校（苦楽園二番町）
- 兵庫県立西宮北高等学校（苦楽園二番町）
- 西宮市立苦楽園中学校（苦楽園三番町）
- 苦楽園迎賓館（苦楽園三番町）
- 黒川古文化研究所（苦楽園三番町）
- 堀江オルゴール博物館（苦楽園四番町）

## 苦楽園における交通機関・アクセス
阪急バス 苦楽園停留所が最寄りとなる。
- 鉄道
  - 阪急甲陽線 苦楽園口駅（徒歩25分程度）
  - JR神戸線 芦屋駅（徒歩30分程度）
  - いずれの駅からも山手方面までは急な勾配を登らなくてはならない。
- 阪急バス
  - 4系統、西宮市内線 - 阪急神戸本線夙川駅を起点に地域を循環して戻る系統
  - 11・13系統、芦屋市内線 - 芦屋浜営業所から、阪神本線芦屋駅、阪急神戸本線芦屋川駅、JR神戸線芦屋駅を通って苦楽園、夙川駅を結ぶ系統（11系統は阪急芦屋川を経由しない）
  - 15・17・23系統、芦屋市内線 - 芦屋浜営業所を起点に、阪神本線芦屋駅、阪急神戸本線芦屋川駅、JR神戸線芦屋駅を通り苦楽園を循環して戻る系統（17系統は阪急芦屋川を経由しない）
  - 25系統、芦屋市内線 - 芦屋浜営業所を起点に、阪神本線芦屋駅、阪急神戸本線芦屋川駅、JR神戸線芦屋駅を通り苦楽園を循環して新浜町へ向かう系統
  - 35系統、芦屋市内線 - 新浜町を起点に、阪神本線芦屋駅、阪急神戸本線芦屋川駅、JR神戸線芦屋駅を通り苦楽園を循環して戻る系統